# هيلين ثورنتون غير
هيلين ثورنتون غير (بالإنجليزية: Helen Thornton Geer)‏ هي أمينة مكتبة أمريكية، ولدت في 7 يناير 1903، وتوفيت في 1983.